# Mistrovství Evropy v zápasu ve volném stylu 2009
Mistrovství Evropy v zápasu ve volném stylu 2009 se konalo ve Vilniusu, Litva. Akce se konala od 31. března do 5. dubna 2009.

## Výsledky

### Muži
| Kategorie | Zlato                    | Stříbro              | Bronz               | Bronz                |
| --------- | ------------------------ | -------------------- | ------------------- | -------------------- |
| 55 kg     | Nariman Israpilov        | Besarion Gochashvili | Vladislav Andreev   | Radoslav Velikov     |
| 60 kg     | Zəlimxan Hüseynov        | Adam Batirov         | Malkhaz Kurdiani    | Vasyl Fedoryšyn      |
| 66 kg     | Andrij Stadnyk           | Džabrajil Hasanov    | Malkhaz Muziashvili | Zhirayr Hovhannisyan |
| 74 kg     | Čamsulvara Čamsulvarajev | Fırat Binici         | Kiril Terziev       | Murad Gajdarov       |
| 84 kg     | Soslan Kcojev            | Ibragim Aldatov      | Nauruz Temrezov     | Gökhan Yavaşer       |
| 96 kg     | Chetag Gozjumov          | Giorgi Ketojev       | Serhat Balcı        | Edgar Jenokjan       |
| 120 kg    | Ali Isajev               | Ruslan Basijev       | Vasyl Tesmyneckyj   | Recep Kara           |

### Ženy
| Kategorie | Zlato                 | Stříbro               | Bronz               | Bronz              |
| --------- | --------------------- | --------------------- | ------------------- | ------------------ |
| 48 kg     | Marija Stadnyková     | Estera Dobre          | Sarianne Savola     | Lilia Kaskarakova  |
| 51 kg     | Jekatěrina Krasnovová | Emese Szabó           | Yuliya Blahinya     | Francine De Paola  |
| 55 kg     | Natalja Synyšynová    | Alena Filipava        | Natalja Smirnovová  | Ana Maria Pavăl    |
| 59 kg     | Johanna Mattssonová   | Irina Khariv          | Yulia Rekvava       | Meryem Selloum     |
| 63 kg     | Monika Michalik       | Alena Kartashova      | Henna Johansson     | Stefanie Stüber    |
| 67 kg     | Kateryna Burmistrova  | Zumrud Gurbanhajiyeva | Ralitsa Ivanova     | Yulia Bartnovskaia |
| 72 kg     | Stanka Zlatevová      | Aljona Starodubcevová | Agnieszka Wieszczek | Svetlana Saenko    |